# Hotel Francés
El Hotel Francés es un hotel de la ciudad mexicana de Guadalajara, ubicado en el centro histórico a espaldas del Palacio de Gobierno de Jalisco. El recinto es catalogado como monumento histórico por el Instituto Nacional de Antropología e Historia (INAH) para su preservación. Su patio y elevador, uno de los más antiguos de la ciudad, son elementos notables del hotel.

## Historia
Desde 1610 fue inaugurado como el primer alojamiento de la ciudad y ha pasado por muchas remodelaciones, pero siempre preservando su arquitectura virreinal. A mediados del siglo XIX fue construido el inmueble actual por el arquitecto Jacobo Gálvez. 
El hotel a lo largo de su historia ha hospedado a artistas, políticos, escritores y líderes liberales, incluyendo a Benito Juárez. Durante la segunda intervención francesa en México era conocido como el Hotel Hidalgo. El historiador Luis Pérez Verdía usaba el sótano donde se encontraba instalada una imprenta que él empleaba para publicar sus libros sobre la historia de México. El 31 de julio de 1982 el gobernador Flavio Romero de Velasco designó el hotel como monumento nacional. El edificio también fue llamado Hotel Humboldt.